# Fritzi Burger
Friederike „Fritzi” Burger (ur. 6 czerwca 1910 w Wiedniu, zm. 16 lutego 1999 w Portland) – austriacka łyżwiarka figurowa, startująca w konkurencji solistek. Dwukrotna wicemistrzyni olimpijska z St. Moritz (1928) i Lake Placid (1932), medalistka mistrzostw świata, mistrzyni Europy (1930) oraz czterokrotna mistrzyni Austrii (1928–1931).

## Biografia

### Kariera amatorska
Burger była następczynią Hermy Szabo na zawodach krajowych zdobywając cztery tytuły mistrzyni Austrii w latach 1928–1931. Na pierwszych mistrzostwach Europy na których rozgrywano zawody w konkurencji solistek, Burger zdobyła tytuł mistrzyni Europy 1930 podczas nieobecności w zawodach Norweżki Sonji Henie. Fritzi nigdy nie wygrała z Henie w swojej karierze. Podobnie było na Zimowych Igrzyskach Olimpijskich 1928 w Sankt Moritz oraz Zimowych Igrzyskach Olimpijskich 1932 w Lake Placid, gdzie dwukrotnie Burger została wicemistrzynią olimpijską.
Fritzi Burger zakończyła karierę amatorską w 1934 roku. 

### Życie prywatne
Po zakończeniu kariery amatorskiej Burger poślubiła Shinkichi Nishikawę, wnuka magnata pereł Kōkichi Mikimoto. W 1937 roku w Tokio na świat przyszedł ich syn. W czasie II wojny światowej mieszkali właśnie w Tokio, gdzie Burger występowała w pokazach łyżwiarskich. Fritzi Burger była Żydówką, a większość jej rodziny zostało zamordowanych przez nazistów. W latach 90. XX wieku przeniosła się do Stanów Zjednoczonych. Miała drugiego męża o nazwisku Russell.
Zmarła w wieku 89 lat w Portland.

## Osiągnięcia
| Zawody               | 1927           | 1928           | 1929           | 1930           | 1931           | 1932           | 1933           | 1934           |                |                |                |                |                |                |                |                |                |
| Międzynarodowe       | Międzynarodowe | Międzynarodowe | Międzynarodowe | Międzynarodowe | Międzynarodowe | Międzynarodowe | Międzynarodowe | Międzynarodowe | Międzynarodowe | Międzynarodowe | Międzynarodowe | Międzynarodowe | Międzynarodowe | Międzynarodowe | Międzynarodowe | Międzynarodowe | Międzynarodowe |
| -------------------- | -------------- | -------------- | -------------- | -------------- | -------------- | -------------- | -------------- | -------------- | -------------- | -------------- | -------------- | -------------- | -------------- | -------------- | -------------- | -------------- | -------------- |
| Igrzyska olimpijskie |                | 2              |                |                |                | 2              |                |                |                |                |                |                |                |                |                |                |                |
| Mistrzostwa świata   |                | 3              | 2              |                | 3              | 2              |                |                |                |                |                |                |                |                |                |                |                |
| Mistrzostwa Europy   |                |                |                | 1              | 2              | 2              | 3              |                |                |                |                |                |                |                |                |                |                |
| Krajowe              |                |                |                |                |                |                |                |                |                |                |                |                |                |                |                |                |                |
| Mistrzostwa Austrii  | 3              | 1              | 1              | 1              | 1              | 2              |                | 3              |                |                |                |                |                |                |                |                |                |